# 23131 Debenedictis
23131 Debenedictis è un asteroide della fascia principale. Scoperto nel 2000, presenta un'orbita caratterizzata da un semiasse maggiore pari a 2,2333797 UA e da un'eccentricità di 0,1699463, inclinata di 2,19764° rispetto all'eclittica.